# Sainte-Sophie (Quebec)
Sainte-Sophie (en francés significa Santa Sofía ), también conocido antes como Lacorne y Sainte-Sophie-de-Lacorne, es un municipio perteneciente a la provincia de Quebec en Canadá. Está ubicado en el municipio regional de condado (MRC) de La Rivière-du-Nord en la región administrativa de Laurentides.

## Geografía
Sainte-Sophie se encuentra en los primeros contrafuertes de las Montañas Laurentides a 16 kilómetros al noreste de Saint-Jérôme, sede del MRC, y al norte de Sainte-Anne-des-Plaines. Limita al noroeste con Saint-Hippolyte, noreste con Saint-Lin-Laurentides, al este con Terrebonne, al sureste con Sainte-Anne-des-Plaines, al sur con Mirabel, al suroeste con Saint-Jérôme y al oeste con Prévost. Su superficie total es de 111,38 km², de los cuales 110,54 km² son tierra firme. La Rivière de l'Achigan baña la localidad.

## Urbanismo
El uso del suelo es mi urbano y mi veraneo.

## Historia
En 1753, el gobernador de Nueva Francia concedió al señor Louis de la Corne el feudo de Lacorne, cuyo parte oeste era el actual municipio de Sainte-Sophie. En 1845, el municipio de parroquia de Lacorne fue instituido pero abolido en 1847; sin embargo, el municipio fue creado otra vez en 1855 como municipio de parroquia de Lacorne. En 1848, la señora de Lacorne, Marie-Geneviève-Sophie Raymond Masson, legó sus terrenos a los habitantes y la parroquia católica instituida en 1862 fue nombrada Sainte-Sophie. La oficina de correos abrió en 1860 sobre el nombre de Sainte-Sophie-de-Lacorne, nombre más usado por la población antes 1960. Al inicio del siglo XX, algunos inmigrantes se establearon en Sainte-Sophie. En 1957, el consejo municipal cambió el estatus y nombre del municipio para municipio de Sainte-Sophie. El municipio actual fue creado en 2000 por amalgamación de los antiguos municipios de Sainte-Sophie y del pueblo de New Glasgow.

## Política
Sainte-Sophie está incluso en el MRC de La Rivière-du-Nord. El consejo municipal se compone, además del alcalde, de seis consejeros representando seis distritos. La alcaldesa actual (2015) es Louise Gallant, que sucedió a Yvon Brière en 2013.
|                                                                                 | 2005-2009          | 2009-2013          | 2013-2017          |
| Alcalde                                                                         | Yvon Brière        | Yvon Brière        | Louise Gallant     |
| 1 - Village                                                                     | Olga Bazuski#      | Olga Bazuski#      | Sophie Astri#      |
| 2 – Racine - New-Glasgow - Achigan                                              | Christine Gilbert# | Christine Gilbert# | Claude Lamontagne# |
| 3 - Morel Est - Lac Clearview – Abercrombie - Aubin                             | Linda Lalonde#     | Linda Lalonde#     | Linda Lalonde#     |
| 4 - Val-des-Lacs - Lac Alouette – 4e Rue                                        | Louise Melançon#   | Louise Melançon#   | Éric Jutras#       |
| 5 - Lac Breen - Lac Brière - Lac Hirondelle - Domaine Fournel - Joli-Bois       | Denis Duhaime#     | Denis Duhaime#     | Guy Lamothe#       |
| 6 – Godard - Côte Saint-André - Haut Sainte-Sophie - Morel Ouest - Lac Duquette | Normand Aubin#     | Normand Aubin#     | Normand Aubin#     |

 * Consejero al inicio del termo pero no al fin.  ** Consejero al fin del termo pero no al inicio. # En el partido del alcalde.
El municipio está ubicado en las circunscripciones electorales de Rousseau a nivel provincial y de Rivière-du-Nord a nivel federal.

## Demografía
Según el censo de Canadá de 2011, Sainte-Sophie contaba con 13 375 habitantes. La densidad de población estaba de 120,2 hab./km². Entre 2006 y 2011 hubo un aumento de 3020 habitantes (29,2 %). En 2011, el número total de inmuebles particulares era de 5437, de los que 5162 estaban ocupados por residentes habituales, otros siendo desocupados o residencias secundarias.
Evolución de la población total, Sainte-Sophie, 1991-2015

## Sociedad

### Personalidades
- Marie-Geneviève-Sophie Raymond Masson, señora
- Brent Aubin (1986-), jugador de hockey sobre hielo